# Civilization V: Cambia el mundo
Sid Meier's Civilization V: Cambia el mundo (en inglés, Sid Meier's Civilization V: Brave New World) es la segunda expansión para el videojuego de PC Civilization V. Fue desarrollada por Firaxis Games y publicada por 2K Games el 9 de julio de 2013 en Norteamérica y el 12 de julio del mismo año en el resto del mundo.
Cambia el mundo trae consigo modificaciones y adiciones al sistema de cultura del juego, además de incorporar rutas de comercio y añadir nueve nuevas civilizaciones con sus respectivos líderes, entre otras cosas.
Como curiosidad; su título en inglés, hace referencia al libro Un mundo feliz (Brave New World) de Aldous Huxley.

## Jugabilidad
Cambia el mundo añade nueve civilizaciones, grandes maravillas, nuevas formas de rutas comerciales, incluyendo turismo, arqueología y obras de arte que amplían las variedades de Civilization V: Dioses y reyes así como modifican la forma de ganar mediante la Victoria por cultura, a través de la influencia por cultura y turismo hacia las otras civilizaciones. Cambia el mundo también reintroduce el cristianismo dividido en tres ramas: Catolicismo, Ortodoxismo y el Protestantismo.

### Civilizaciones
Cambia el mundo incluye nueve civilizaciones jugables, dando un total de 43 civilizaciones al momento de su lanzamiento:
| Civilización | Líder           | Capital        | Unidad única        | Unidad única 2    | Edificio especial                | Habilidad especial  |
| ------------ | --------------- | -------------- | ------------------- | ----------------- | -------------------------------- | ------------------- |
| Asiria       | Asurbanipal     | Assur          | Torre de Asedio     | Ninguno           | Biblioteca Real                  | Tesoros de Nínive   |
| Brasil       | Pedro II        | Río de Janeiro | Pracinha            | Ninguno           | Campamento de Palo de Pernambuco | Carnaval            |
| Indonesia    | Gajamada        | Yakarta        | Soldado con Kris    | Ninguno           | Candi                            | Isleños Especieros  |
| Marruecos    | Ahmed al-Mansur | Marrakech      | Caballería Bereber  | Ninguno           | Kasbah                           | Puerta hacia África |
| Polonia      | Casimiro III    | Varsovia       | Húsar Alado         | Ninguno           | Establo Ducal                    | Solidaridad         |
| Portugal     | María I         | Lisboa         | Nao                 | Ninguno           | Feitoria                         | Mare Clausum        |
| Shoshones    | Pocatello       | Moson Kahni    | Rastreador          | Incursor Comanche | Ninguno                          | Gran Expansión      |
| Venecia      | Enrico Dandolo  | Venecia        | Mercader de Venecia | Gran Galeaza      | Ninguno                          | Serenissima         |
| Zulúes       | Shaka           | Ulundi         | Impi                | Ninguno           | Ikanda                           | Iklwa               |

También, debido a las modificaciones que se realizan en la expansión, algunas civilizaciones tienen ciertos cambios para adaptarlo a la nueva modalidad del juego.
| Civilización | Líder             | Capital | Unidad única      | Unidad única 2 | Edificio especial | Habilidad especial |
| ------------ | ----------------- | ------- | ----------------- | -------------- | ----------------- | ------------------ |
| Alemania     | Otto von Bismarck | Berlín  | Panzer            | Ninguno        | Hansa             | Furor Teutónico    |
| Arabia       | Harún al-Rashid   | La Meca | Arquero a Camello | Ninguno        | Bazar             | Naves del Desierto |
| Francia      | Napoleón          | París   | Mosquetero        | Ninguno        | Château           | Ciudad de la Luz   |

## Recepción
Brave New World recibió críticas positivas referente a la jugabilidad y al añadir a las nuevas civilizaciones. Actualmente GameRankings y Metacritic le otorgaron una puntuación actual de 85 en comentarios positivos.
Hardcore Gamer Magazine le dio una puntuación de 4.5/5, diciendo: "Recomiendo Brave New World a cualquiera, sea que haya jugado Civilization V o al que le gustaría probar algo nuevo." Gamefront le dio un 90/100 y afirmó que "Brave New World es la mejor expansión hasta la fecha y sin duda la mejor de Civilization jamás lograda."